# Jeżów (województwo lubelskie)
Jeżów – wieś w Polsce położona w województwie lubelskim, w powiecie opolskim, w gminie Chodel.
Wieś szlachecka położona była w drugiej połowie XVI wieku w powiecie lubelskim województwa lubelskiego. W latach 1975–1998 miejscowość należała administracyjnie do ówczesnego województwa lubelskiego.
Wieś stanowi sołectwo w gminie Chodel. Według Narodowego Spisu Powszechnego z roku 2011 wieś liczyła 224 mieszkańców.
Wierni Kościoła rzymskokatolickiego należą do parafii Trójcy Świętej i Narodzenia Najświętszej Maryi Panny w Chodlu.

## Historia
Wieś notowana w początkach XV wieku. W roku 1436 Jeżów nazywany  w formie zlatynizowanej „Yeszow”, następnie w 1441 „Jaszow”, w roku 1451 „Gezow”. Początkowo w powiecie lubelskim i parafii Kłodnica, od roku 1541 parafii Chodel

Wieś graniczy w roku 1447 z Borowem, Kłodnicą i Krężnicą. W roku 1460 z Borowem, Wolą Borowską, Kłodnicą. Według zapisów Długosza (1470-80) z Wronowem (Długosz L.B. t.II s.547).
Wieś posiadała prawo niemieckie w roku 1447 stanowiła własność biskupów krakowskich (Długosz L.B. t.II s.547).

Wójtowie w XV wieku: 1436-53 szlachetny Wiesław-Wyszko Gałka, 1451-66 Stanisław Gałka. W latach 1531-3 odnotowano pobór z wójtostwa dziedzicznego ½ łana.
W wieku XVIII po kasacie zakonu jezuitów (w roku 1773) dobra chodelskie, w tym Jeżów, przeszły na własność Teodora Szydłowieckiego i jego syna Adama Szydłowieckiego. W roku 1783 dobra te należały do Ignacego Witosławskiego, a następnie do jego spadkobierców.
Spis z roku 1827 pokazał we wsi zaledwie 5 domów i 30 mieszkańców.
Po 1842 roku dobra chodelskie często zmieniały właścicieli. Dziedziczyli tu: hrabia Aleksander Łączyński, Maksymilian Krajewski, Klemens Kocowski i inni.

W 1889 roku kupił te dobra Ludwik Nowakowski. W tym czasie folwark Jeżów liczył 478 mórg, a majątek Jeżów oddzielono od dóbr Chodel-Ratoszyn.